# Hidravlično udarno kladivo
Hidravlično udarno kladivo je močno orodje za rušenje cest, betona, skal, stavb in drugih struktur. Namesti se ga na bager ali traktorski kopač. Poganja ga motor od kopača preko hidravličnega sistema. 